# Michael Rohde (Schachspieler)
Michael A. Rohde (* 26. August 1959 in den USA) ist ein amerikanischer Schachspieler.
Mit nur 17 Jahren errang er im Jahr 1977 den Titel Internationaler Meister (IM) und seit 1988 ist er Großmeister (GM). Im Jahr 1991 gewann er die stark besetzte U.S. Open Chess Championship und wurde in den nächsten Jahren zu den besten zwanzig Schachmeistern der USA gezählt.
Im Wettkampf „Mensch gegen Maschine“ siegte er sowohl 1989 als auch 1992 beim Harvard Cup gegen die besten Schachcomputer ihrer Zeit. 2007 gewann er ex aequo mit sechs anderen Spielern die Offene Schachmeisterschaft der Vereinigten Staaten (US Open).